# Wierzchowice (gmina)
Wierzchowice – dawna gmina wiejska istniejąca do 1944 roku w woj. poleskim (obecnie na pograniczu Polski i Białorusi). Siedzibą gminy było miasteczko Wierzchowice (223 mieszk. w 1921 roku).
Początkowo gmina należała do powiatu brzeskiego. 12 grudnia 1920 została przyłączona do nowo utworzonego powiatu białowieskiego pod Zarządem Terenów Przyfrontowych i Etapowych. W związku z przyłączeniem powiatu do woj. białostockiego z dniem 19 lutego 1921, gminę przywrócono do powiatu brzeskiego w nowo utworzonym woj. poleskim. Była to najdalej na północ wysunięta gmina powiatu.
18 kwietnia 1928 roku do gminy przyłączono część zniesionej gminy Połowce, której to tereny stanowią największy z kilku fragmentów woj. poleskiego, które po 1945 roku pozostały w Polsce (przyłączonych do powiatu bielskiego w woj. białostockim). 1 kwietnia 1932 roku z gminy Wierzchowice wyłączono wieś Zubacze (należącą uprzednio do gminy Połowce) i włączono ją do gminy Wysokie Litewskie, natomiast do gminy Wierzchowice przyłączono wsie Rusiły i Gierszony oraz wieś, kolonię i osadę wojskową Lisowczyce z gminy Ratajczyce.
Po wojnie większa część obszaru gminy Wierzchowice weszła w struktury administracyjne Związku Radzieckiego, jednak 18 gromad włączono 1 sierpnia 1944 do gminy Kleszczele w powiecie bielskim: Alwus (331 ha), Biała Straż (236ha), Bobinka (466 ha), Dołbizna (191 ha), Górny Gród (286 ha), Kazimierzowo (205 ha), Marciniuki (70 ha), Omelaniec (65 ha), Opaka Duża (405 ha), Opaka Mała (242 ha), Pohulanka (231 ha), Policzna (447 ha), Terechy (125 ha), Wojnówka (234 ha), Wołkostawiec (640 ha) i Wólka Terechowska (282 ha) z przedwojennej gminy Wierzchowice, a także gromady Nikiforowszczyzna (27 ha) i Wiluki (228 ha) z przedwojennej gminy Białowieża. Inny wykaz wymienia także gromady Kuraszewo i Wierstok, a w miejsce gromad Nikiforowszczyzna i Wiluki podaje gromady Starzyna i Wólka Wygonowska (z przedwojennej gminy Białowieża). Ponadto gromadę Stawiszcze, należącą przed wojną do gminy Wierzchowice, włączono do nowo utworzonej gminy Klukowicze.
Po ostatecznym zatwierdzeniu przebiegu granicy w tym rejonie w kwietniu 1947 szereg gromad zniesiono: Alwus, Dołbizna, Kazimierzowo, Marciniuki, Omelaniec, Opaka Mała i Wołkostawiec znalazły się zupełnie po stronie ZSRR, Bobinkę granica podzieliła na większą część białoruską i mniejszą część polską, natomiast Terechy znalazły się na samej linii granicznej i zostały wysiedlone. W kolejnych latach zniesiono też gromady Pohulanka, Kuraszewo, Nikiforowszczyznę, Wólkę Wygonowską i Wiluki. Pohulankę zintegrowano z gromadą Opaka Duża, Kuraszewo z gromadą Policzna, a Nikiforowszczyznę, Wygon i Wiluki z gromadą Starzyna. Gminę Wierzchowice zniesiono w ZSRR, gdzie nie obowiązywał podział na gminy zbiorowe lecz na sielsowiety.
1 czerwca 1951 przywrócono gromadę Wiluki, a Nikiforowszczyznę i Wygon włączono do gromady Górny Gród. 1 czerwca 1952 przywrócono gromadę Kuraszewo. 1 lipca 1952 w powiecie bielskim utworzono krótkotrwałą gminę Policzna, która objęła większość terenów gminy Wierzchowice pozostających przy Polsce; jedynie Opakę Dużą i Wólkę Terechowską włączono do utworzonej tego samego dnia gminy Czeremcha. Obie gminy weszły 1 stycznia 1954 w skład nowo utworzonego powiatu hajnowskiego. Gminę Policzna zniesiono jesienią 1954 w związku z reformą administracyjną kraju, co ostatecznie zatarło ostatni ślad historycznej odrębności tego poleskiego skrawka pozostającego na terytorium Polski..